# 華巖寺 (重慶)
華巖寺位於重慶市九龍坡區華巖鎮華巖村，文物遺址年代為宋代-民國。

## 历史
1962年2月18日列為重慶市第一批文物古蹟保護單位。1987年1月23日列為重慶市第二批市級文物保護單位初定名單。1992年3月19日列為重慶市第二批市級文物保護單位。2000年9月7日列為第一批重慶市文物保護單位。

## 交通
- 重庆轨道交通5号线华岩寺站